# Travoprost
Le travoprost est un médicament de type collyre pour le traitement du glaucome

## Usage médical
Il s'agit d'un analogue de la prostaglandine qui agit en augmentant l'écoulement du liquide aqueux des yeux. 
Il est utilisé pour traiter l'hypertension intra oculaire (glaucome). Il est spécifiquement utilisé pour le glaucome à angle ouvert lorsque les autres agents ne sont pas suffisants,. Le médicament est utilisé comme collyre. Les effets surviennent généralement dans les 2 heures.

## Effets secondaires
Les effets secondaires de ce médicament comprennent les yeux rouges, une vision floue, des douleurs oculaires, une sécheresse oculaire ou un changement de couleur des yeux,. D'autres effets secondaires importants peuvent inclure une cataracte. L'utilisation de ce médicament pendant la grossesse ou l'allaitement n'est généralement pas recommandée. 

## Histoire
Le médicament a été approuvé pour un usage médical aux États-Unis en 2001. Il est disponible sous forme de médicament générique au Royaume-Uni. Une bouteille de 2,5 millilitres au Royaume-Uni coûte au NHS environ 7,30 livres sterling  en 2019. Aux États-Unis, le prix de gros de cette quantité est d’environ 177 dollars. 
En 2017, il s’agissait du 212e médicament le plus couramment prescrit aux États-Unis, avec plus de deux millions d’ordonnances,.